# Danse paysanne
Danse paysanne est une gravure sur cuivre au burin réalisée par Georges Reverdy. Il existe des exemplaires à Londres, New York, Oxford,  Philadelphie et à Paris à la BnF au département des estampes. Elle mesure 150 × 286 mm.

## Description
Un groupe de 7 paysans composé d'hommes et de femmes dansent autour d'un homme jouant de la cornemuse. L'arrière-plan décrit un décor rural avec un troupeau de bêtes, des collines et un château. 